# Mario von Appen
Mario von Appen (* 31. Juli 1965 in Hamburg) ist ein ehemaliger deutscher Kanute. Er wurde 1992 Olympiasieger im Vierer-Kajak und wurde dafür am 23. Juni 1993 mit dem Silbernen Lorbeerblatt ausgezeichnet.
Mario von Appen begann seine Karriere beim SV Polizei Hamburg, für den er in den 1980er Jahren mehrfach Medaillen bei Deutschen Meisterschaften gewann. 1988 wechselte er zur KG Essen, 1989 gewann er seine erste Weltmeisterschaftsmedaille. Erst 1992 siegte Mario von Appen erstmals bei Deutschen Meisterschaften. Nach dem Sieg bei den Olympischen Spielen 1992 über 1000 m mit Oliver Kegel, Thomas Reineck und André Wohllebe gehörte Mario von Appen mehrere Jahre zur Stammbesetzung des Deutschen Vierer-Kajaks. 1993 gewann er drei Weltmeisterschaftsmedaillen, davon zwei in Gold. 1994 gewann er die Deutsche Meisterschaft im Einer über 500 Meter.